# Списък на политическите партии в Израел
Израел има многопартийна система, която традиционно е силно раздробена и правителствата се образуват от сложни коалиции на няколко партии.
| Партия                                                                              | Места в парламента (2015) | Идеология                     |
| ----------------------------------------------------------------------------------- | ------------------------- | ----------------------------- |
| Ликуд                                                                               | 30                        | Консерватизъм                 |
| Ционистки съюз: Израелска партия на труда Хатнуа                                    | 19 5                      | Социалдемокрация Либерализъм  |
| Обединена листа: Хадаш Обединена арабска листа Балад Арабско движение за обновление | 5 3 2                     | Комунизъм Малцинствена партия |
| Йеш Атид                                                                            | 11                        | Либерализъм                   |
| Кулану                                                                              | 10                        | Социален либерализъм          |
| Еврейски дом                                                                        | 8                         | Национализъм                  |
| Шас                                                                                 | 7                         | Консерватизъм                 |
| Нашият дом Израел                                                                   | 6                         | Национализъм                  |
| Яхадут Хатора                                                                       | 6                         | Консерватизъм                 |
| Мерец                                                                               | 5                         | Социалдемокрация              |